# 左川ちか

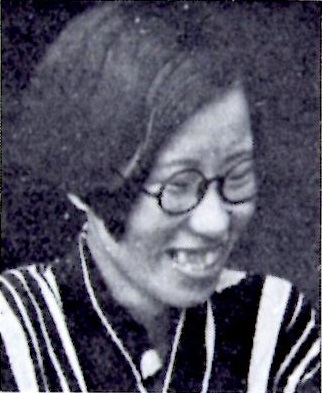
左川ちか

左川 ちか（さがわ ちか、1911年〈明治44年〉2月14日 - 1936年〈昭和11年〉1月7日）は、昭和時代初期の日本の詩人。本名は川崎 愛。名の「愛」は「ちか」と読むが、「あい」とも呼ばれていた。「現代詩の起点となる詩人」とも賞される。

## 生涯
北海道余市郡余市町大字黒川村に生まれる。4歳までは歩行も困難なほど虚弱であった。父親はいなかったが、異父兄の昇が終生の支えとなる。1923年3月に余市町立大川尋常小学校を卒業。親族の反対を押し切るかたちで庁立小樽高等女学校（現・小樽桜陽高校）に入学し、1928年同校補習科師範部を卒業、小学校の教員免許を取得する。1928年8月から、先に上京していた兄・昇の自宅に同居を始め、兄の友人として小樽時代から知っていた伊藤整や百田宗治などの作家・詩人たちとの交流が広がる。1931年から雑誌に発表される詩や訳詩が注目を集め、新進気鋭の詩人として期待されるが、1935年4月から腹痛を訴えるようになり、10月に入院し胃ガンの末期症状と診断される。12月に自ら希望して退院し、翌年に世田谷の自宅で死去。享年24。

## 作品
左川ちかの詩人としての出発点は、東京で流行していた新しい詩の型を知ることから始まる。北園克衛・江間章子・春山行夫・阪本越郎などと同じ雑誌に投稿していたので、詩の叙情を否定するモダニズムの詩人と分類される。彼女の詩は最初から「女性」「生活」をうたうことを拒んでいる。しかしそれとは別に「死」「衰え」「病」を思わせるメタファーを用いるのが特徴である。
詩の他に、ジェイムズ・ジョイス「室内楽」をはじめとして、オルダス・ハクスリー、モルナール・フェレンツ、シャーウッド・アンダーソン、ヴァージニア・ウルフなどの翻訳が残されている。
2016年、中保佐和子が翻訳した左川ちかの全詩集がアメリカ翻訳者協会ルシアン・ストライクアジア翻訳賞を受賞した。日本語から英語に翻訳された作品として初の受賞だった。

## 著作
- ジエイムズ・ジヨイス 著、左川ちか 訳『室楽』椎の木社、1932年8月。 NCID BB08189240。全国書誌番号:21496304。
- 『左川ちか詩集』昭森社、1936年11月。 NCID BC08576845。全国書誌番号:21586872 全国書誌番号:46054378。
- 『左川ちか全詩集』森開社、1983年11月。 NCID BN11375259。
- 『左川ちか全詩集』森開社〈叢書《l'Évocation》 4〉、2010年11月。 NCID BB06101806。
- 『左川ちか翻訳詩集』森開社〈叢書《l'Évocation》 5〉、2011年5月。 NCID BB06042387。
- 紫門あさを 編『前奏曲 新編左川ちか詩集』東都我刊我書房、2017年6月。 NCID BB24438801。全国書誌番号:22912453。
- 紫門あさを 編『左川ちか資料集成』東都我刊我書房、2017年12月。 NCID BB25114441。全国書誌番号:23001210。
- 島田龍 編『左川ちか全集』書肆侃侃房、2022年4月。ISBN 9784863855175。
- 川崎賢子 編『左川ちか詩集』岩波文庫、2023年9月。ISBN 9784003123218。

## 関連書籍
- 曾根博義『伝記　伊藤整〈詩人の肖像〉』（1977年、六興出版）
- 富岡多恵子『さまざまなうた　詩人と詩』（1984年、文春文庫）
- 短歌ムック『ねむらない樹』vol.9「小特集　左川ちか（特集：詩歌のモダニズム）」（2022年、書肆侃侃房）

島田龍×蜂飼耳×鳥居万由実、川野芽生、マーサ・ナカムラ、小津夜景、酉島伝法、中保佐和子、小澤京子、西崎憲、高原英理、高遠弘美、木村朗子、内堀弘、田中綾、ホルカ・イリナ、中村多文子
- 川村湊・島田龍責任編集『左川ちか　モダニズム詩の明星』（2023年、河出書房新社）
- 川村湊・島田龍編『左川ちか論集成』（2023年、藤田印刷エクセレントブックス）
- 川崎賢子『左川ちか　青空に指跡をつけて』（2025年、岩波書店）